# Estella Warren

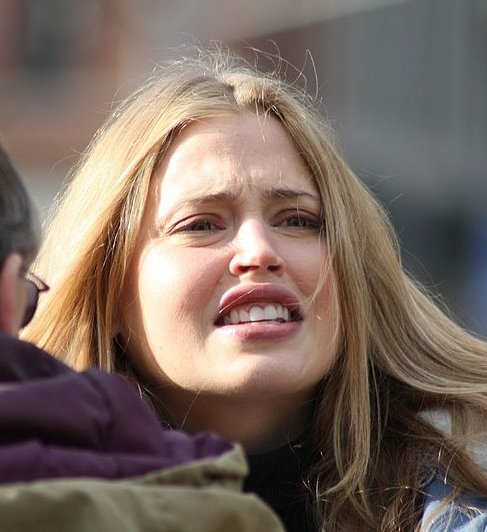
Estella Warren (2008)

Estella Dawn Warren (* 23. Dezember 1978 in Peterborough, Ontario) ist eine kanadische Schauspielerin und ein Model.

## Leben und Karriere
Estella Warren wurde als jüngste von drei Töchtern von Esther, der Leiterin einer Grundschule, und ihrem Ehemann Don, einem Gebrauchtwagenverkäufer, in Peterborough geboren. Mit sieben Jahren entdeckte sie ihre Leidenschaft für das Synchronschwimmen. Mit zwölf Jahren ging sie nach Toronto, um für die kanadische Nationalmannschaft (Canadian National Team) im Etobicoke Olympium in Etobicoke zu trainieren. Sie war dreifache kanadische Nationalmeisterin (Canadian National Champion) und Bronze-Gewinnerin bei den FINA-Junioren-Weltmeisterschaften 1995. Sie repräsentierte ihr Heimatland Kanada bei der World Aquatic Championship und errang den zweiten Platz. In Etobicoke, Toronto, absolvierte sie das Silverthorn Collegiate Institute.
Ihre Modelkarriere begann 1994, als sie während ihrer Synchronschwimm-Zeit an einer High-School-Modenschau teilnahm und dort von George Gallier, dem Besitzer der Agentur American Model Management entdeckt wurde. Dieser fotografierte sie und schickte das Polaroid-Foto an eine Modelagentur in New York. Daraufhin wurde sie von der Modefotografin Ellen von Unwerth aufgrund ihres Aussehen für die italienische Ausgabe des Modemagazines Vogue engagiert. Ihre internationale Karriere, die seitdem von George Gallier gemanagt wurde, begann mit der Cacharel-Duft-Kampagne Eau d'Eden unter der Regie des französischen Fotografen Jean Paul Goude. Danach folgte die Chanel Nº 5-Werbung unter Regie von Luc Besson. Es folgten weitere Aufträge für namhafte Modemagazine wie Marie Claire, Elle und die deutsche GQ sowie Werbung für Unternehmen und Marken wie UGG Australia, Andrew Marc, Perry Ellis, Nine West, Cartier, Volvo, De Beers und TV-Spots für Samsung. Außerdem war sie auf dem Cover des Reizwäschekatalogs Victoria’s Secret und der 2000er Ausgabe der Sports Illustrated Swimsuit Issue zu sehen. Im Jahr 2000 wählte das Männermagazin Maxim sie auf den ersten Platz der hundert heißesten Frauen (Maxim’s Hot 100 Babe List). Warren modelt unter anderem für die Modedesigner Andrew Groves, Kenzō Takada und Yves Saint Laurent. Im Juni 2013 war sie Nackt-Cover der dritten Ausgabe des 3D-Fotografie-Magazines World’s Most Beautiful.
Neben der Modelarbeit ist sie auch als Schauspielerin tätig. 2001 spielte sie neben Sylvester Stallone und Burt Reynolds in dem Actionfilm Driven mit. Im selben Jahr war sie in dem Abenteuerfilm Planet der Affen von Regisseur Tim Burton zu sehen. Für beide Filme erhielt sie 2002 eine Goldene Himbeere als Schlechteste Nebendarstellerin. Es folgten weitere Nebenrollen in den Filmen Kangaroo Jack (2003), The Cooler – Alles auf Liebe (2003), Blowing Smoke (2004) und in dem Horrorfilm Trespassing (2004). Im Jahr 2005 erschienen drei weitere Filme mit ihr in den deutschen Kinos, unter anderem The Trouble with Frank mit dem Sänger Jon Bon Jovi.
Sie hatte auch Auftritte in Musikvideos für INXS’ „Afterglow“, Blank & Jones’ „Beyond Time“ und Dr. Dres I Need a Doctor.

## Konflikte
Warren ist mehrmals in Konflikte mit dem Gesetz geraten und verhaftet worden. So wurde sie in Los Angeles verhaftet, weil sie verdächtigt wurde „unter dem Einfluss von Drogen oder Alkohol“ Auto zu fahren, da sie dabei Fahrzeuge zuparkte und Fahrerflucht beging. Während des Arrestes trat sie einen Polizeibeamten und musste mit Handschellen fixiert werden. Als ihr auf der Polizeiwache die Handschellen abgenommen wurden, versuchte sie zu flüchten, konnte aber nach kurzer Zeit wieder gefasst werden. Sie wurde gegen Kaution von 100.000 US-Dollar auf freien Fuß gesetzt. Am 19. August 2011 wurde Warren in einem Anhörungsverfahren aufgefordert, sich für sechs Monate in einer Entzugsklinik stationär behandeln zu lassen.
In den frühen Morgenstunden des 6. April 2013 waren Warren und Schauspielkollegin Jaime Pressly an einem Zwischenfall im Hollywood Nachtclub Bootsy Bellows beteiligt. Pressly beschuldigte Warren des Diebstahls einer Geldbörse von Presslys Assistentin. Die Geldbörse war während einer Hausparty verschwunden, die alle drei Frauen besucht hatten. Mit einer „Find My iPhone“-App folgten Pressly und ihre Assistentin den Spuren bis in den Nachtclub, wo sie Estella Warren antrafen. Nach der Beschuldigung durch Pressly behauptete Warren, dass es ihre Geldbörse sei, obwohl einige Teile des Inhalts als Eigentum von Presslys Assistentin identifiziert wurden. Bei der Durchsuchung der Geldbörse wurden auch drogenspezifische Utensilien gefunden und die Polizei eingeschaltet.
Im Jahr 2017 wurde Warren wegen häuslicher Gewalt verhaftet, nachdem sie Reinigungsmittel auf ihren Freund geworfen hatte. Sie wurde gegen eine Kaution in Höhe von 20.000 US-Dollar freigelassen.

## Filmografie (Auswahl)
- 2001: Perfume
- 2001: Driven
- 2001: Tangled
- 2001: Planet der Affen (Planet of the Apes)
- 2003: Kangaroo Jack
- 2003: The Cooler – Alles auf Liebe (The Cooler)
- 2003: Ich klage an (I Accuse)
- 2004: Trespassing
- 2004: Pursued – Ein Headhunter kennt keine Gnade (Pursued)
- 2005: Her Minor Thing
- 2005: Law & Order (Fernsehserie, Folge 16x02)
- 2005: Law & Order: Special Victims Unit (Fernsehserie, 7x02)
- 2005: Ghost Whisperer – Stimmen aus dem Jenseits (Ghost Whisperer, Fernsehserie, Folge 1x08)
- 2006: Taphephobia
- 2006: Pucked
- 2007: Lies and Crimes (Fernsehfilm)
- 2009: Blue Seduction (Fernsehfilm)
- 2009: Die Schöne und die Bestie - Beauty and the Beast
- 2010: Take Down – Niemand kann ihn stoppen (Transparency)
- 2010: See You in September
- 2011: Irreversi
- 2013: The Stranger Within
- 2015: Nocturna
- 2015: No Way Out
- 2016: Decommissioned
- 2017: Just Within Reach
- 2018: Age of the Living Dead (Fernsehserie, 6 Folgen)
- 2019: Undateable John